# Gilly-sur-Isère
Gilly-sur-Isère este o comună în departamentul Savoie din sud-estul Franței. În 2009 avea o populație de 2.856 de locuitori.

## Evoluția populației
| An        | 1975  | 1982  | 1990  | 1999  | 2006  | 2009  |
| --------- | ----- | ----- | ----- | ----- | ----- | ----- |
| Populație | 1.349 | 1.829 | 2.320 | 2.457 | 2.754 | 2.856 |